# Volley Team Temse
Volley Team Temse is een Belgische volleybalclub uit Temse.

## Historiek
De club ontstond in 2012 uit de fusie van Bell's Temse en VV Temse. Voorzitter werd Burt Riske.